# Katwilg
Katwilg of teenwilg (Salix viminalis) is een soort uit de wilgenfamilie (Salicaceae). Het is een tweehuizige boom die van nature voorkomt in Europa en Azië.

## Determinatie
Katwilg vormt meestal een struik, maar kan ook een boom vormen, die tot 6 (10) m hoog kan worden. De bast van oude struiken en bomen is gegroefd. De twijgen zijn geel of olijfkleurig en aanvankelijk grijsachtig behaard.
Bladeren
De verspreid staande, lange, gegolfde, matgroene bladeren van katwilg verschijnen direct na de bloei en zijn aan de rand naar beneden omgerold. Ze zijn 10–25 × 0,5–1,5 cm breed en hebben een zijdeachtig behaarde onderkant. De haren staan allemaal één kant uit en de zijnerven aan de onderkant zijn duidelijk uitspringend. De bladsteel is 0,5–1,5 cm lang. De lancetvormige steunblaadjes blijven niet lang aanwezig.

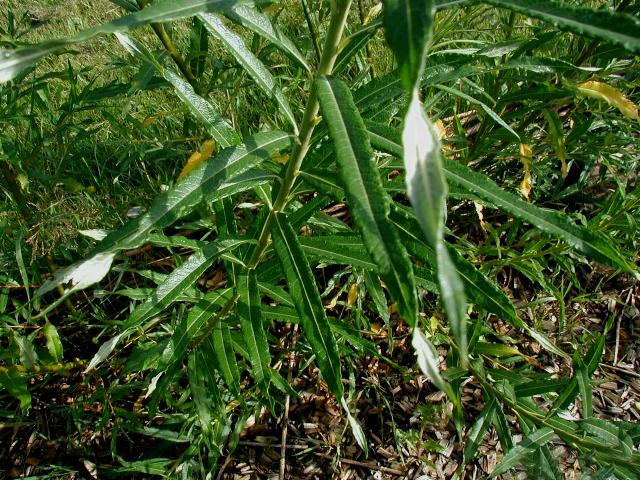
Bladeren

Katjes
Katwilg heeft 1,5–3 cm lange mannelijke katjes. De vrouwelijke katjes zijn wat langer. De schutbladen hebben een zwartbruine top met aan de voet een lichtere kleur. Ze bloeien in maart en april. De meeldraden hebben gele helmknoppen. Vrouwelijke katjes hebben lange stijlen en stempels. Zowel de mannelijke als de vrouwelijke bloemen hebben één honingklier.

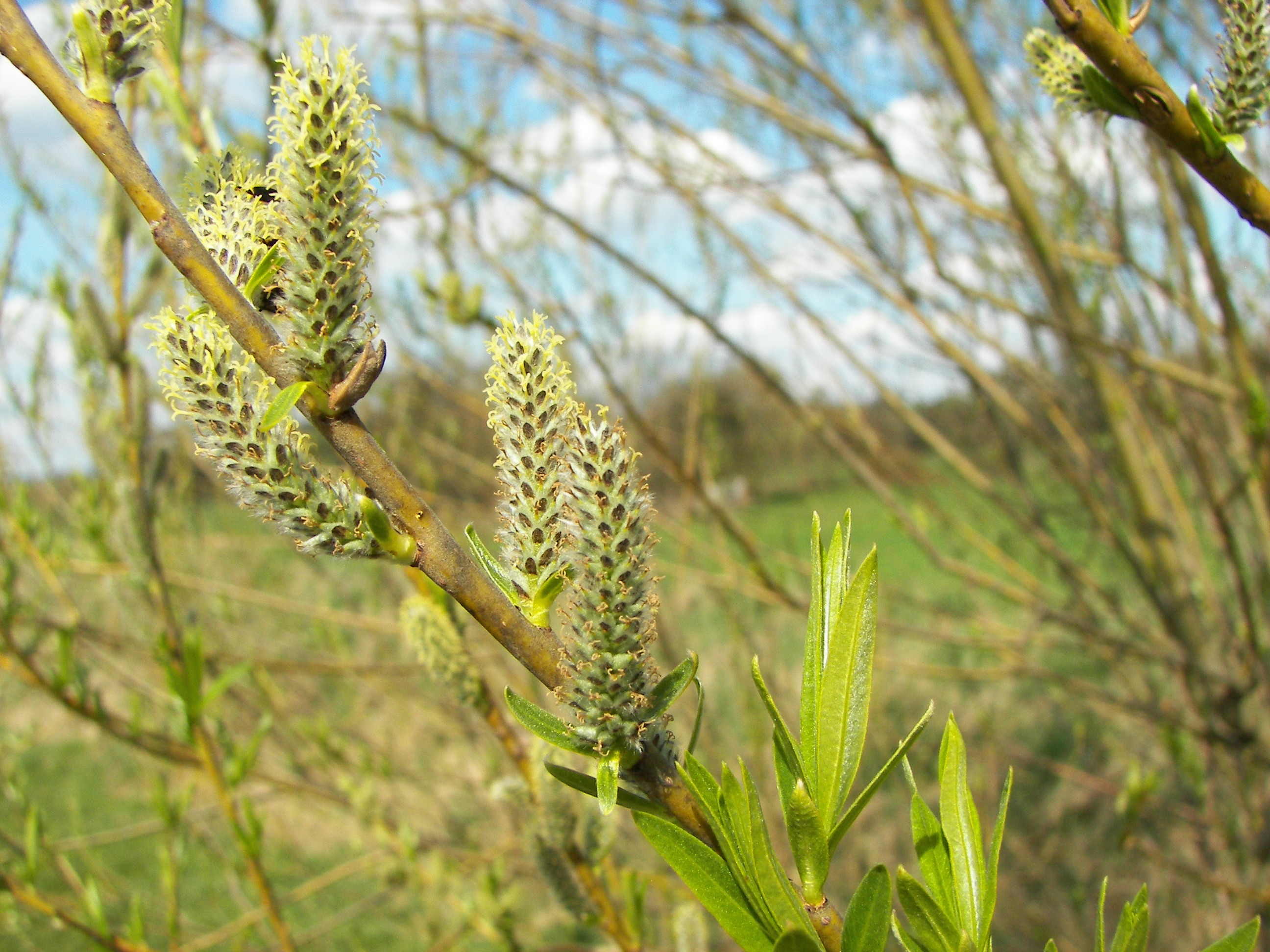
Vrouwelijke katjes
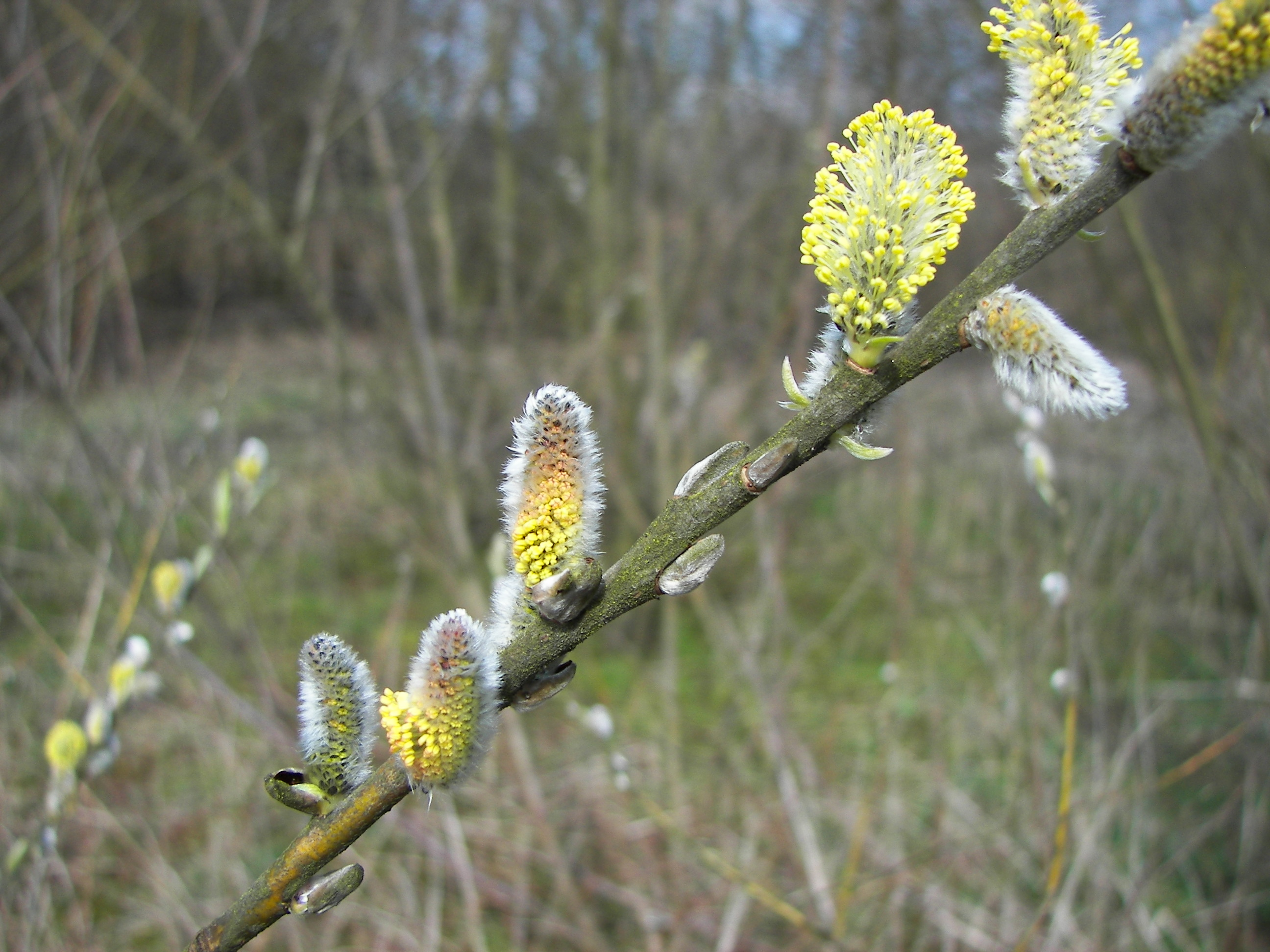
Mannelijke katjes

De vrucht is een doosvrucht. De zaden hebben een haarkuif, waardoor ze door de wind verspreid worden.

## Ecologie
Katwilg komt vooral voor aan de randen van basenrijke waterpartijen, zoals langs rivieroevers. Ze is veel te vinden in ooibossen en grienden. Door de vroege bloei is katwilg een geliefde drachtplant voor bijen die in de het voorjaar actief zijn.

### Syntaxonomie
In de syntaxonomie staat katwilg te boek als kensoort voor de klasse van wilgenvloedbossen en -struwelen (Salicetea purpureae).

## Gebruik
Katwilg is gemakkelijk vegetatief te vermeerderen en wordt dikwijls aangeplant vanwege de lange twijgen, die voor het vlechten van manden gebruikt worden. De dikkere takken worden als bonenstaken gebruikt. Ook worden ze soms geknot en vormen dan een knotwilg. De zilverwitte, mannelijke katjes worden als sierkatjes gebruikt in onder meer kerststukjes.